# 발트 향토방위군
발트 향토방위군(독일어: Baltische Landeswehr)은 쿠를란트와 리보니아의 발트 귀족들이 중심으로 만들어진 군대로 1918년 12월 7일부터 1919년 7월 3일까지 존재했다.

## 같이 보기
- 제1차 세계 대전의 여파
- 독일 연방방위군
- 에스토니아 독립 전쟁
- 라트비아 소총병
- 라트비아 독립 전쟁
- 동부상급지휘관
- 독일 국가방위군
- 발트 연합공국
- 독일 국방군